# Nigdy więcej (film)
Nigdy więcej – amerykański film fabularny z 2002 roku w reżyserii Michaela Apteda. Zdjęcia do filmu były realizowane w okresie od 21 marca do czerwca 2001 roku, w Seattle, Port Townsend (Waszyngton), Gig Harbor, Santa Clarita, Marina del Rey, Los Angeles, San Francisco oraz Piru i Pasadenie (Kalifornia).

## Fabuła
Młoda kobieta, Slim, wiedzie szczęśliwe życie ze swoim mężem, Mitchem. Razem wychowują małą córeczkę o imieniu Gracie. Pewnego dnia, Slim odkrywa, że jej mąż ma kochankę. Kiedy próbuje z nim o tym porozmawiać, Mitch wścieka się i dotkliwie bije żonę. Sytuacja powtarza się kilka razy. Slim postanawia uciec z domu z córką. Nie będzie to jednak takie łatwe.

## Obsada
- Jennifer Lopez - Slim Hiller
- Billy Campbell - Mitch Hiller
- Tessa Allen - Gracie Hiller
- Russell Milton - Alex
- Juliette Lewis - Ginny
- Dan Futterman - Joe
- Ruben Madera - Teddy

i inni